# 一刀流
一刀流（いっとうりゅう）とは、戦国時代末期に鐘捲流の流れを汲む伊藤一刀斎によって創始された剣術の流儀である。弟子の小野忠明（神子上典膳）が徳川将軍家の剣術指南役になったことから隆盛した。

## 概要
流名である「一刀流」は、伊藤一刀斎の死後に命名されたとも考えられており、一刀斎自身は生前に一度も流儀名を名乗ったことは無いとも言われているがその真偽は不明である。主に剣術の中太刀（現在は大太刀と呼ばれる）、小太刀に特徴があるが、一刀斎の弟子の古藤田俊直は剣術と槍術を伝えていたため、一刀斎の武術は剣術だけではないという説もある。
一刀斎は鐘捲流の鐘捲自斎より授けられた中条流の極意の形とされる「五点」（五天、五典ともいう）を以て弟子などに指導したと考えられているが、後代の弟子達によって新たな形や教授法が次々と編まれていった。
その後「五点」は小野派一刀流の系統の流派では修行が高度に達した者に伝えられ、伊藤派一刀流（忠也派一刀流）の系統の流派では最初から学ぶ形となっていった。
一刀流系統に共通する教えには、前述の「五点」の他に、「切落」「卍」「拂捨刀」「無想剣」などがある。

## 一刀流から派生した主な流儀
- 小野派一刀流（徳川幕府、弘前藩、高崎藩）
  - 梶派一刀流（徳川幕府）
  - 中西派一刀流（忍藩）
    - 天真一刀流
    - 北辰一刀流（水戸藩、宇都宮藩）
- 忠也派一刀流
  - 溝口派一刀流（会津藩）
    - 甲源一刀流（紀州藩）
- 唯心一刀流（大垣藩）
  - 正木一刀流（大垣藩）
  - 竹内一刀流（加賀藩）
- 一刀正伝無刀流（駿府藩）